# Dietrich Zander
Dietrich Zander (* 2. Juli 1951 in Berlin) ist ein ehemaliger  Ruderer aus der Deutschen Demokratischen Republik. 1972 gewann er mit dem Vierer mit Steuermann die olympische Silbermedaille.
1966 und 1968 gehörte Zander dem Achter an, der bei der Spartakiade gewann. Nachdem bei den ersten beiden Ruder-Weltmeisterschaften 1962 und 1966 jeweils der Achter aus der Bundesrepublik Deutschland den Titel gewonnen hatte, gewann 1970 völlig überraschend der DDR-Achter, der von Trainer Elmar Anthony aus sehr jungen Ruderern zusammengesetzt war. Hans-Joachim Puls, Klaus-Peter Foppke, Bernd Ahrendt, Eckhard Martens, Reinhard Gust, Dietrich Zander, Rolf Jobst, Ernst-Otto Borchmann und Steuermann Reinhard Zahn wurden dafür mit dem Attribut Baby-Achter versehen. 1971 belegte der DDR-Achter bei den Europameisterschaften den zweiten Platz hinter dem Boot aus Neuseeland.
Für 1972 wurden vier Ruderer aus dem Achter in einen Vierer gesetzt. Dietrich Zander, Reinhard Gust, Eckhard Martens und Rolf Jobst sollten gemeinsam mit dem Steuermann Klaus-Dieter Ludwig gegen den sogenannten Bullenvierer aus der Bundesrepublik Deutschland antreten, der diese Bootsklasse seit 1969 dominiert hatte. Im Finale der Olympischen Spiele 1972 in München siegte das bundesdeutsche Boot vor dem Boot aus der DDR, der Vorsprung betrug knapp anderthalb Sekunden. Nach dem Rücktritt des Bullenvierers unterlagen die fünf Ruderer aus der DDR 1973 bei den Europameisterschaften in Moskau dem Boot der Gastgeber.
1972 erhielt er für seinen sportlichen Erfolg bei den Olympischen Sommerspielen den Vaterländischen Verdienstorden in Bronze.
Zander startete für den SC Dynamo Berlin. Nach seiner Karriere war er als Nachwuchstrainer beim SC Dynamo tätig.